# Chlamydomonas sphagnicola
Chlamydomonas sphagnicola là một loài tảo trong họ Chlamydomonadaceae, thuộc chi Chlamydomonas.